# Riccardo Fontana
Riccardo Giuseppe Fontana (Forte dei Marmi, 20 gennaio 1947) è un arcivescovo cattolico italiano, dal 15 settembre 2022 arcivescovo-vescovo emerito di Arezzo-Cortona-Sansepolcro.

## Biografia
Nasce a Forte dei Marmi, in provincia di Lucca e arcidiocesi di Pisa, il 20 gennaio 1947.

### Formazione e ministero sacerdotale
Frequenta il seminario arcidiocesano di Pisa per gli studi preparativi al sacerdozio. Trasferitosi a Roma come allievo dell'Almo collegio Capranica, ottiene la licenza in teologia presso la Pontificia Università Gregoriana.
Il 2 luglio 1972 è ordinato presbitero, nella chiesa di Santa Caterina d'Alessandria a Pisa, dal vescovo di San Miniato Paolo Ghizzoni.
Dopo l'ordinazione diviene vicario parrocchiale della chiesa del Preziosissimo Sangue di Nostro Signore Gesù Cristo a Roma e insegnante di religione in alcuni licei.
Dopo aver completato la propria formazione alla Pontificia Università Lateranense, viene chiamato nel servizio diplomatico della Santa Sede e opera come addetto e poi segretario della nunziatura apostolica in Indonesia.
Nel 1981 ritorna a Roma, presso il Consiglio per gli affari pubblici della Chiesa: collabora nella segreteria dell'allora arcivescovo Achille Silvestrini. Poi diviene responsabile in Segreteria di Stato per l'area del Sud-Est Asiatico, l'Australia e l'Oceania, esercitando, nel frattempo, il ministero di cappellano presso le Piccole ancelle di Cristo Re. Per quattro anni è capo della segreteria del cardinale segretario di Stato Angelo Sodano.
Riapre al culto, dopo più di un secolo, la chiesa romana di Santa Barbara dei Librai, di cui diviene rettore, occupandosi di pastorale giovanile e carità. Dalla Conferenza episcopale laziale viene nominato assistente ecclesiastico regionale per gli Scout dell'AGESCI per un quadriennio.

### Ministero episcopale

#### Arcivescovo di Spoleto-Norcia
Il 16 dicembre 1995 papa Giovanni Paolo II lo nomina arcivescovo di Spoleto-Norcia; succede ad Antonio Ambrosanio, deceduto il 7 febbraio precedente. Il 6 gennaio 1996 riceve l'ordinazione episcopale, nella basilica di San Pietro in Vaticano, per l'imposizione delle mani dello stesso pontefice, co-consacranti gli arcivescovi Giovanni Battista Re e Jorge María Mejía (poi entrambi cardinali). Il 13 gennaio successivo prende possesso dell'arcidiocesi, nei primi vespri della festa di san Ponziano da Spoleto, patrono dell'arcidiocesi.
È vicepresidente di Caritas Italiana.
Nel 1997 indice la sua prima visita pastorale. Nel 2002, il giorno di Pentecoste, avvia il primo sinodo dell'arcidiocesi spoletana-nursina, dopo 63 anni, che si conclude nel 2005, dando nuovo impulso alle opere di carità. Riforma la catechesi di iniziazione cristiana, di concerto con l'Università Pontificia Salesiana di Roma, promuovendo con i laboratori di catechesi l'adattamento diocesano al progetto catechetico della Conferenza episcopale italiana. La Scuola diocesana di Teologia diviene preliminare alla promozione dei ministeri laicali e all'ordinazione dei diaconi permanenti. Riattiva gli oratori e una legge regionale conferma l'opera diocesana, sovvenzionandone le attività. Riapre, dopo venticinque anni, il seminario diocesano. Durante il suo ministero ordina 25 nuovi sacerdoti. È presidente del Fondo di solidarietà delle Chiese umbre, finalizzato alla difesa dei posti di lavoro e delle varie tematiche sociali.

#### Vescovo di Arezzo-Cortona-Sansepolcro
Il 16 luglio 2009 papa Benedetto XVI lo nomina vescovo di Arezzo-Cortona-Sansepolcro, con il titolo di arcivescovo ad personam; succede a Gualtiero Bassetti, nominato arcivescovo metropolita di Perugia-Città della Pieve. Il 13 settembre seguente prende possesso della diocesi.
Nel luglio 2009 balza all'onore delle cronache per le critiche al comportamento del presidente del Consiglio Silvio Berlusconi.
Il 25 settembre 2010 sigla un gemellaggio tra il patriarcato latino di Gerusalemme e la diocesi di Arezzo-Cortona-Sansepolcro. Il patto di amicizia e collaborazione - che di fatto ha avviato i festeggiamenti del millenario della fondazione della città di Sansepolcro, che si sono tenuti nel 2012 - è stato stretto con il patriarca latino di Gerusalemme Fouad Twal.
Il 5 ottobre 2010 è nominato membro dell'Assemblea speciale per il Medio Oriente del Sinodo dei Vescovi (10 - 24 ottobre 2010).
Dall'8 al 12 gennaio 2012 partecipa al Coordinamento per la Terra santa.
Nel 2016 viene ascoltato come testimone nel corso del processo al frate congolese Gratien Alabi per l'omicidio e l'occultamento del cadavere di Guerrina Piscaglia. In precedenza, le sue dichiarazioni nel corso di un'intervista alla trasmissione televisiva "Chi l'ha visto?" avevano fatto molto discutere; nell'occasione aveva dichiarato: «Chi sa, parli».
Il 20 novembre 2016 indice il sinodo diocesano, che si conclude nel 2019.
Nel 2017 chiama i laici della propria diocesi ad essere protagonisti della vita della Chiesa cattolica, attraverso una corresponsabilità ed una missionarietà, affidando, però, ai presbiteri il compito di preparare dei laici maturi e pronti ad annunziare concretamente il Vangelo. Invita, inoltre, laici e sacerdoti a difendere i più deboli, la dignità della persona e a rendere presente la voce dei cristiani nel contesto sociale e politico del territorio.
Presso la Conferenza episcopale Toscana è delegato per la cultura e delegato per le comunicazioni sociali.
Durante l'episcopato nella diocesi di Arezzo-Cortona-Sansepolcro, dispone il trasferimento di numerosi parroci suscitando a volte il malcontento dei parrocchiani. Gli spostamenti dei sacerdoti, così come le proteste, sono proseguiti anche dopo l'annuncio delle dimissioni per raggiunti limiti di età.
Il 15 settembre 2022 papa Francesco accoglie la sua rinuncia, presentata per raggiunti limiti di età, al governo pastorale della diocesi di Arezzo-Cortona-Sansepolcro; gli succede Andrea Migliavacca, fino ad allora vescovo di San Miniato. Rimane amministratore apostolico della diocesi fino all'ingresso del successore, che avviene il 27 novembre seguente. Da vescovo emerito resta a vivere ad Arezzo, presso la chiesa di San Domenico.

## Genealogia episcopale e successione apostolica
La genealogia episcopale è:
- Cardinale Scipione Rebiba
- Cardinale Giulio Antonio Santori
- Cardinale Girolamo Bernerio, O.P.
- Arcivescovo Galeazzo Sanvitale
- Cardinale Ludovico Ludovisi
- Cardinale Luigi Caetani
- Cardinale Ulderico Carpegna
- Cardinale Paluzzo Paluzzi Altieri degli Albertoni
- Papa Benedetto XIII
- Papa Benedetto XIV
- Papa Clemente XIII
- Cardinale Enrico Benedetto Stuart
- Papa Leone XII
- Cardinale Chiarissimo Falconieri Mellini
- Cardinale Camillo Di Pietro
- Cardinale Mieczysław Halka Ledóchowski
- Cardinale Jan Maurycy Paweł Puzyna de Kosielsko
- Arcivescovo Józef Bilczewski
- Arcivescovo Bolesław Twardowski
- Arcivescovo Eugeniusz Baziak
- Papa Giovanni Paolo II
- Arcivescovo Riccardo Fontana

La successione apostolica è:
- Vescovo Gino Reali (2002)